# Wasserschloss Altengronau
Das Wasserschloss Altengronau ist eine Niederungsburg, die im Ortsteil Altengronau in der Gemeinde Sinntal im Main-Kinzig-Kreis in Hessen liegt.

## Lage
Die Reste der Wasserburg liegen auf rund 225 Meter über Normalnull im Südwesten der Ortslage von Altengronau, in strategisch günstiger Lage an der Verbindung der beiden Flüsse Sinn und Gronau.

## Geschichte
Die auf dem Frauenberg gelegene Höhenburg der Herren von Hutten zu Gronau war im Rahmen einer Fehde mit dem Grafen von Hanau im Jahre 1492 schwer beschädigt und dem Verfall preisgegeben worden. Der Fehde war die widerrechtliche Erhebung einer Steuer vorausgegangen, die Philipp I. (der Jüngere) von Hanau-Münzenberg von seinen Untertanen im Gericht Schwarzenfels, sowie von den huttischen Hörigen forderte. Große Teile des hessischen Adels erklärten sich daraufhin mit den Herren von Hutten solidarisch; weitere Fehdebriefe der Ritterschaft aus Franken folgten.
In der Folge begann Eitel Sebastian von Hutten im Jahre 1506 damit, das Wasserschloss Altengronau (auch: „neues Haus“) als Talburg zu errichten. Der Bau wurde im Jahre 1527 unter den Schutz des hessischen Landgrafen Philipp der Großmütige gestellt, jedoch bereits im Dreißigjährigen Krieg zerstört.
Gebäudereste dienten später als Basis für einen Papiermühlenbetrieb. Mit dem Bau der Bahnstrecke Jossa–Wildflecken wurden diese dem Steinbearbeitungsbetrieb Gerhäuser Marmorwerke angegliedert. Haupthaus und Fruchtspeicher des Wasserschlosses sind heute noch ebenso zu sehen wie der Graben und Reste der Ringmauer.

## Anlage
Das viereckige Areal war durch zwei heute weitgehend eingeebnete Wassergräben geschützt und über eine Zugbrücke zugängig. Neben dem geräumigen Haupthaus, einem Fachwerkbau mit Krüppelwalmdach, verfügte die Anlage über Scheunen und Stallungen, sowie Pulverhäuschen und einen Fruchtspeicher mit Treppenturm von 1551.

## Heutige Nutzung
Nach Schließung des Steinbearbeitungsbetriebes zerfiel das Haupthaus. Der ehemalige Fruchtspeicher befindet sich heute in Privatbesitz.